# Lijst van nummer 1-hits in de Vlaamse Ultratop 50 in 2023
De volgende hits stonden in 2023 op nummer 1 in de Vlaamse Ultratop 50.
| Nummer | Datum        | Artiest                      | Titel                           |
| ------ | ------------ | ---------------------------- | ------------------------------- |
| 335    | 7 januari    | Taylor Swift                 | Anti-Hero                       |
|        | 14 januari   | Taylor Swift                 | Anti-Hero                       |
| 338    | 21 januari   | Miley Cyrus                  | Flowers                         |
|        | 28 januari   | Miley Cyrus                  | Flowers                         |
|        | 4 februari   | Miley Cyrus                  | Flowers                         |
|        | 11 februari  | Miley Cyrus                  | Flowers                         |
|        | 18 februari  | Miley Cyrus                  | Flowers                         |
|        | 25 februari  | Miley Cyrus                  | Flowers                         |
|        | 4 maart      | Miley Cyrus                  | Flowers                         |
| 339    | 11 maart     | Artiesten voor 12-12         | People Help the People          |
| 338    | 18 maart     | Miley Cyrus                  | Flowers                         |
|        | 25 maart     | Miley Cyrus                  | Flowers                         |
|        | 1 april      | Miley Cyrus                  | Flowers                         |
|        | 8 april      | Miley Cyrus                  | Flowers                         |
|        | 15 april     | Miley Cyrus                  | Flowers                         |
|        | 22 april     | Miley Cyrus                  | Flowers                         |
|        | 29 april     | Miley Cyrus                  | Flowers                         |
|        | 6 mei        | Miley Cyrus                  | Flowers                         |
|        | 13 mei       | Miley Cyrus                  | Flowers                         |
| 340    | 20 mei       | Loreen                       | Tattoo                          |
|        | 27 mei       | Loreen                       | Tattoo                          |
|        | 3 juni       | Loreen                       | Tattoo                          |
|        | 10 juni      | Loreen                       | Tattoo                          |
|        | 17 juni      | Loreen                       | Tattoo                          |
|        | 24 juni      | Loreen                       | Tattoo                          |
|        | 1 juli       | Loreen                       | Tattoo                          |
|        | 8 juli       | Loreen                       | Tattoo                          |
|        | 15 juli      | Loreen                       | Tattoo                          |
|        | 22 juli      | Loreen                       | Tattoo                          |
| 341    | 29 juli      | Pommelien Thijs              | Erop of eronder                 |
| 342    | 5 augustus   | Peggy Gou                    | (It Goes Like) Nanana           |
| 343    | 12 augustus  | Dua Lipa                     | Dance the Night                 |
| 341    | 19 augustus  | Pommelien Thijs              | Erop of eronder                 |
|        | 26 augustus  | Pommelien Thijs              | Erop of eronder                 |
|        | 2 september  | Pommelien Thijs              | Erop of eronder                 |
|        | 9 september  | Pommelien Thijs              | Erop of eronder                 |
|        | 16 september | Pommelien Thijs              | Erop of eronder                 |
| 342    | 23 september | Peggy Gou                    | (It Goes Like) Nanana           |
| 344    | 30 september | Metejoor                     | Eigen schuld                    |
|        | 7 oktober    | Metejoor                     | Eigen schuld                    |
| 343    | 14 oktober   | Dua Lipa                     | Dance the Night                 |
| 345    | 21 oktober   | Cassö, Raye & D-Block Europe | Prada                           |
|        | 28 oktober   | Cassö, Raye & D-Block Europe | Prada                           |
|        | 4 november   | Cassö, Raye & D-Block Europe | Prada                           |
| 344    | 11 november  | Metejoor                     | Eigen schuld                    |
| 346    | 18 november  | Dua Lipa                     | Houdini                         |
| 345    | 25 november  | Cassö, Raye & D-Block Europe | Prada                           |
| 347    | 2 december   | Teddy Swims                  | Lose Control                    |
| 345    | 9 december   | Cassö, Raye & D-Block Europe | Prada                           |
|        | 16 december  | Cassö, Raye & D-Block Europe | Prada                           |
| 348    | 23 december  | Noah Kahan                   | Stick Season                    |
| 337    | 30 december  | Mariah Carey                 | All I Want for Christmas Is You |